# Oie des neiges
Anser caerulescens
Espèce
Statut de conservation UICN

 LC  : Préoccupation mineure
L'Oie des neiges (Anser caerulescens), communément appelée Oie blanche au Québec, est une espèce d'oiseaux palmipèdes de la famille des Anatidae et de la sous-famille des Anserinae.

## Description

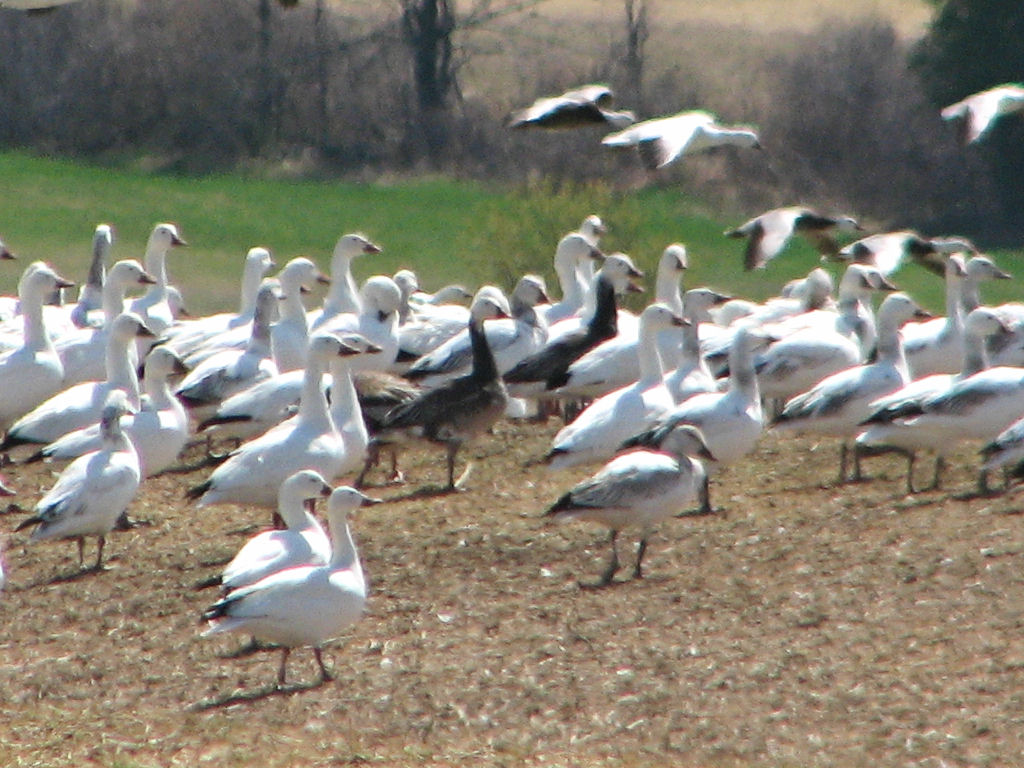
phases blanche et bleue, Alexandria, Ontario

L'Oie des neiges mesure entre 65 et 84 cm de longueur et de 133 à 156 cm d'envergure pour un poids de 2,5 à 3,5 kg. Cette espèce a la particularité de présenter deux types de coloration :
- une forme blanche chez laquelle le plumage est blanc sauf les primaires qui sont noires ; chez certains oiseaux de cette phase, la tête et le cou peuvent être teintés de roussâtre.
- une forme bleue chez laquelle seuls la tête et le cou sont blancs, le reste du plumage étant gris foncé.

Le bec et les pattes sont roses.

## Répartition et habitat

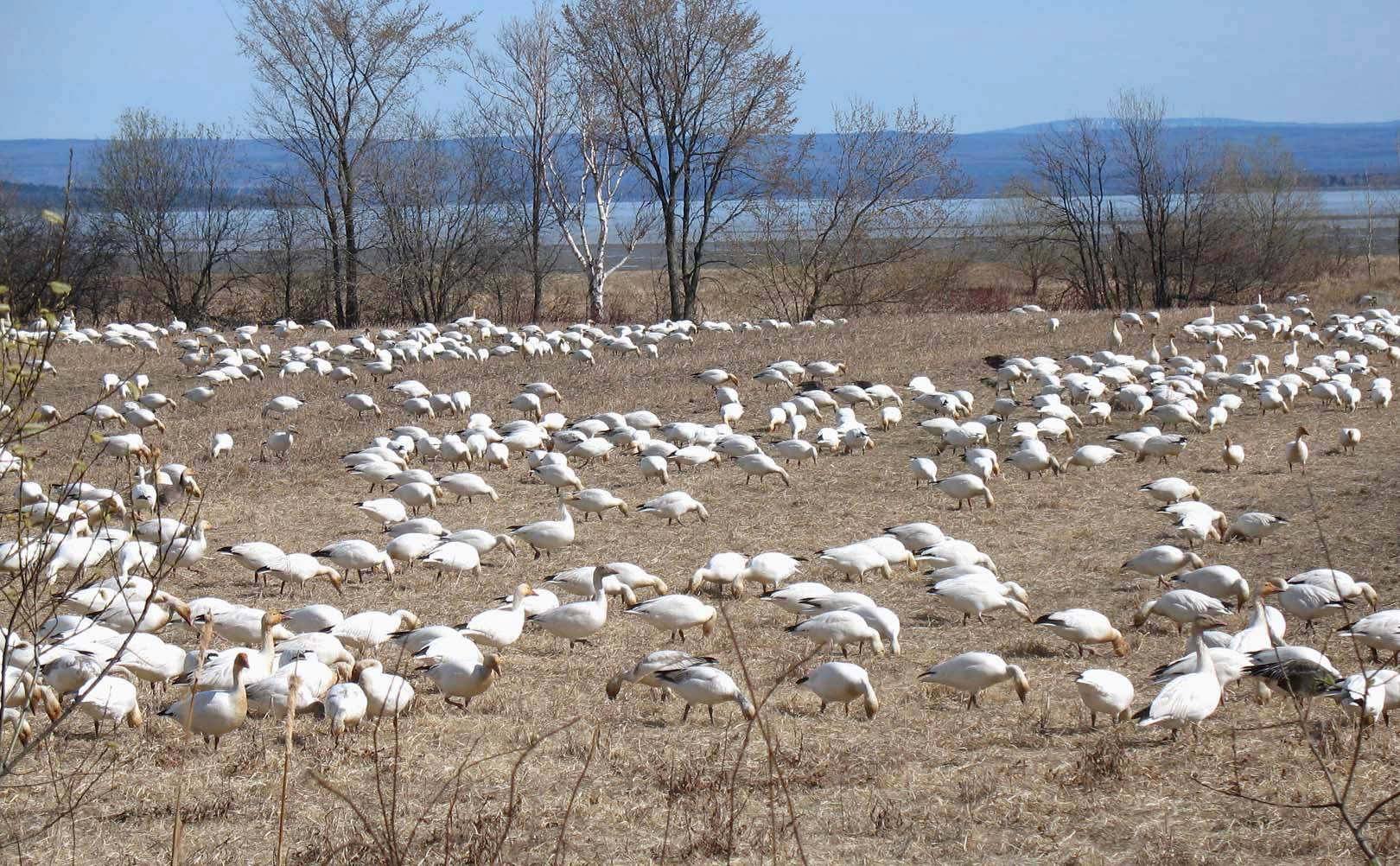
Oie des neiges à la réserve nationale de faune du cap Tourmente, Québec

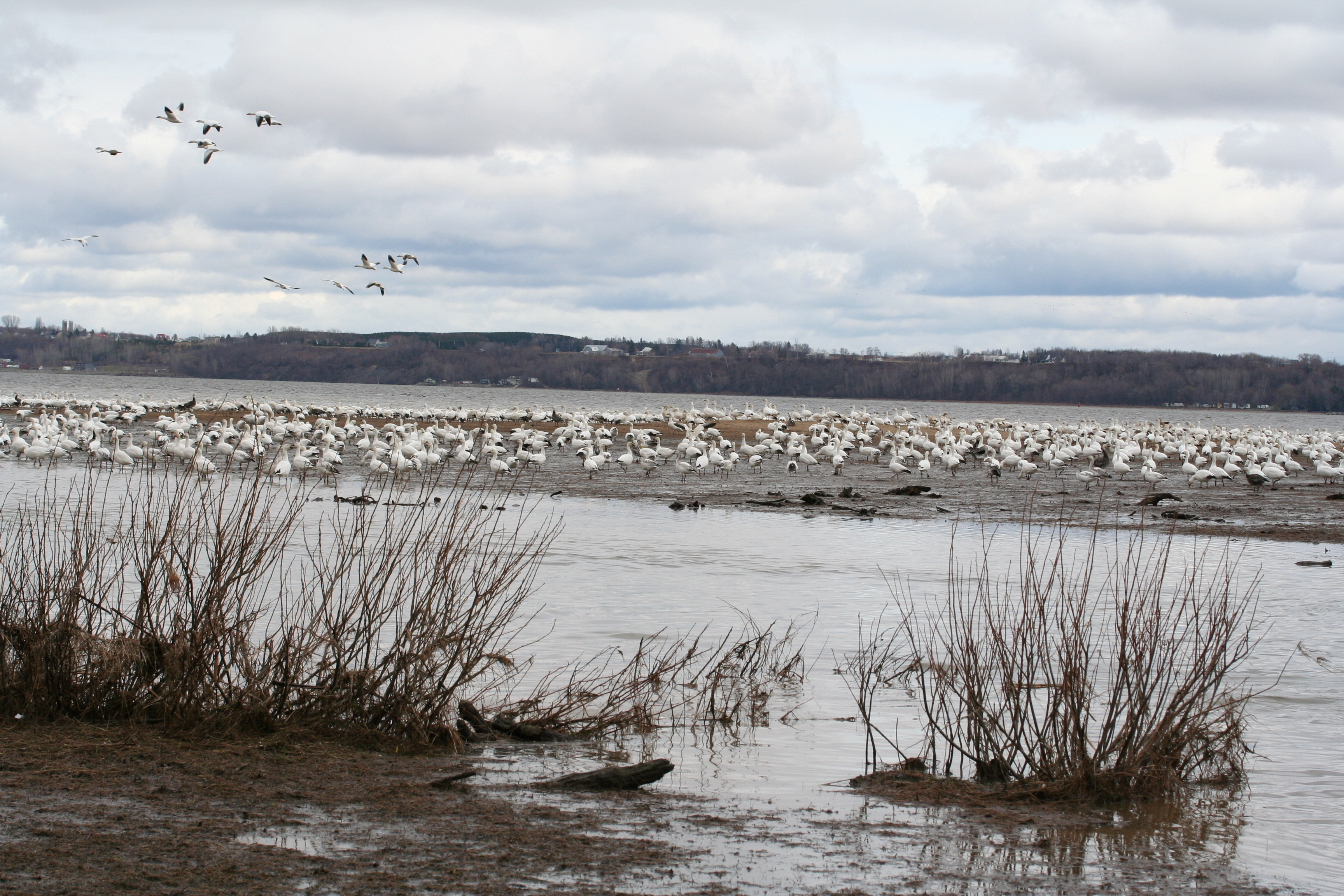
Oies blanches sur les battures du fleuve Saint-Laurent, Sainte-Anne-de-la-Pérade, Québec, Canada

C'est une espèce d'oies qui habite surtout au Canada arctique et passe l'hiver sur les côtes américaines atlantique et pacifique. On la retrouve parfois en Europe.
Au retour de l'Arctique, selon sa région d'origine, pour rejoindre les zones humides où elle hiverne, elle empruntera plusieurs voies différentes : côté Pacifique, elle file vers les marais de Californie (États-Unis) et le Mexique. Plus à l'est, elle longe le Mississippi vers les marais de Louisiane et le Texas ou traverse le Québec vers la côte est américaine.
Des zones protégées ont été établies le long du fleuve Saint-Laurent afin de préserver les terres humides qu'elle fréquente pour son alimentation lors de ses deux migrations annuelles, comme la réserve nationale de faune de cap Tourmente. Il est possible de l'observer également sur la rive sud du fleuve Saint-Laurent à Cap-Saint-Ignace et à Montmagny où d'ailleurs se déroule le festival de l'oie blanche à chaque automne.
L'oie fait également escale sur la Rive-Sud du fleuve Saint-Laurent près de Trois-Rivières dans la municipalité de Baie-du-Febvre. Il est possible d'y voir des envolées spectaculaires dès la mi-mars et pendant environ 4 à 6 semaines. Les dates peuvent varier selon la météo. En 2025, les premières oies ont été observées le 17 mars. Il y a plusieurs sites d'observations le long de la route 132 et il y a même un abri d'observation sur le chemin Janelle.
D'après l'ornithologue Guy Huot, près de 20 % de la population mondiale des Oies des neiges fait escale au réservoir Beaudet à Victoriaville lors de son parcours migratoire de 4 000 km.

## Biologie
L'Oie des neiges est une espèce très grégaire toute l'année. Elle niche en grandes colonies dans la toundra arctique dès le mois de juin. Les oiseaux s'accouplent généralement avec un partenaire de leur phase mais les couples mixtes existent.
Le départ en migration a lieu dès le mois de septembre. Pendant l'hiver l'Oie des neiges se mêle volontiers à d'autres espèces d'oies telles que l'Oie de Ross ou la Bernache du Canada.

## Populations
Gravement menacée d'extinction au début du XXe siècle de par sa chasse intensive (estimation de 3000 individus restants), les mesures de protection établies tant par le Canada que les États-Unis ont permis sa sauvegarde : interdiction de sa chasse, établissement de refuges et protection de ses aires de repos. Le droit de chasse a été rétabli au Québec en 1975, avec des restrictions sévères. La population est estimée à 7 600 000 individus et n'est pas menacée. La population de passage au Québec de la grande Oie blanche était estimée en 2009 à 1 428 000 individus, et en forte progression.
Les colonies comptent jusqu'à cent nids à l'hectare.
En 2009, l'estimation de la population était erronée[réf. nécessaire]. Elle a été ramenée à 1 009 000 ± 36 000 oies selon de le Service canadien de la faune d'Environnement Canada au lieu de 1 428 000.
Au printemps 2011, la population était estimée à 917 000 ± 37 000 oies[réf. nécessaire].

## Systématique
L'espèce est placée dans le genre Anser près la fusion avec le genre Chen.
Selon la classification de référence du Congrès ornithologique international (version 15.1, 2025) l'espèce est représentée par deux sous-espèces :
- Anser caerulescens caerulescens (Linnaeus, 1758) — niche au nord-est de la Sibérie, au nord de l'Alaska et au nord-ouest du Canada;
- Anser caerulescens atlanticus (Kennard, 1927) — niche au nord-est du Canada et au Groenland.

## Dans l'art
L'Oie des neiges est une image récurrente dans les œuvres de l'artiste québécois Jean Paul Riopelle,.

## Images

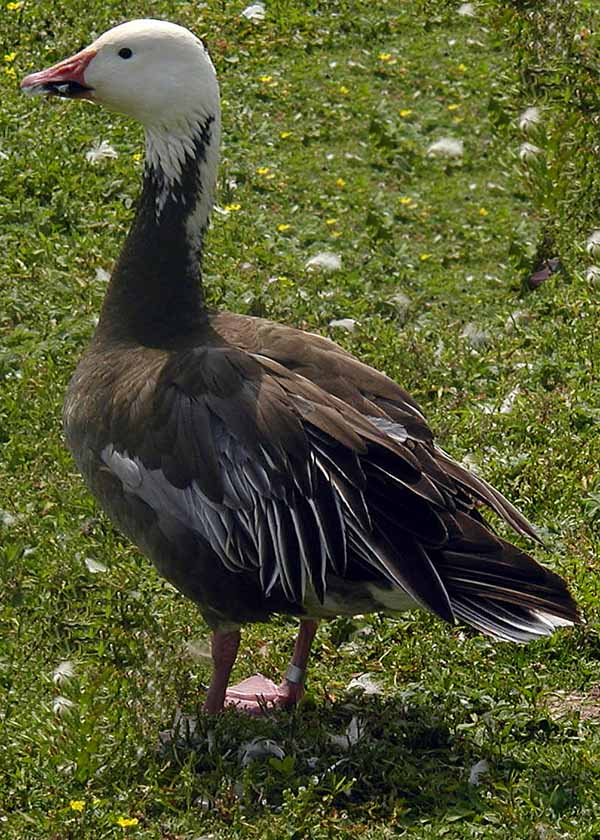
Oie des neiges phase bleue
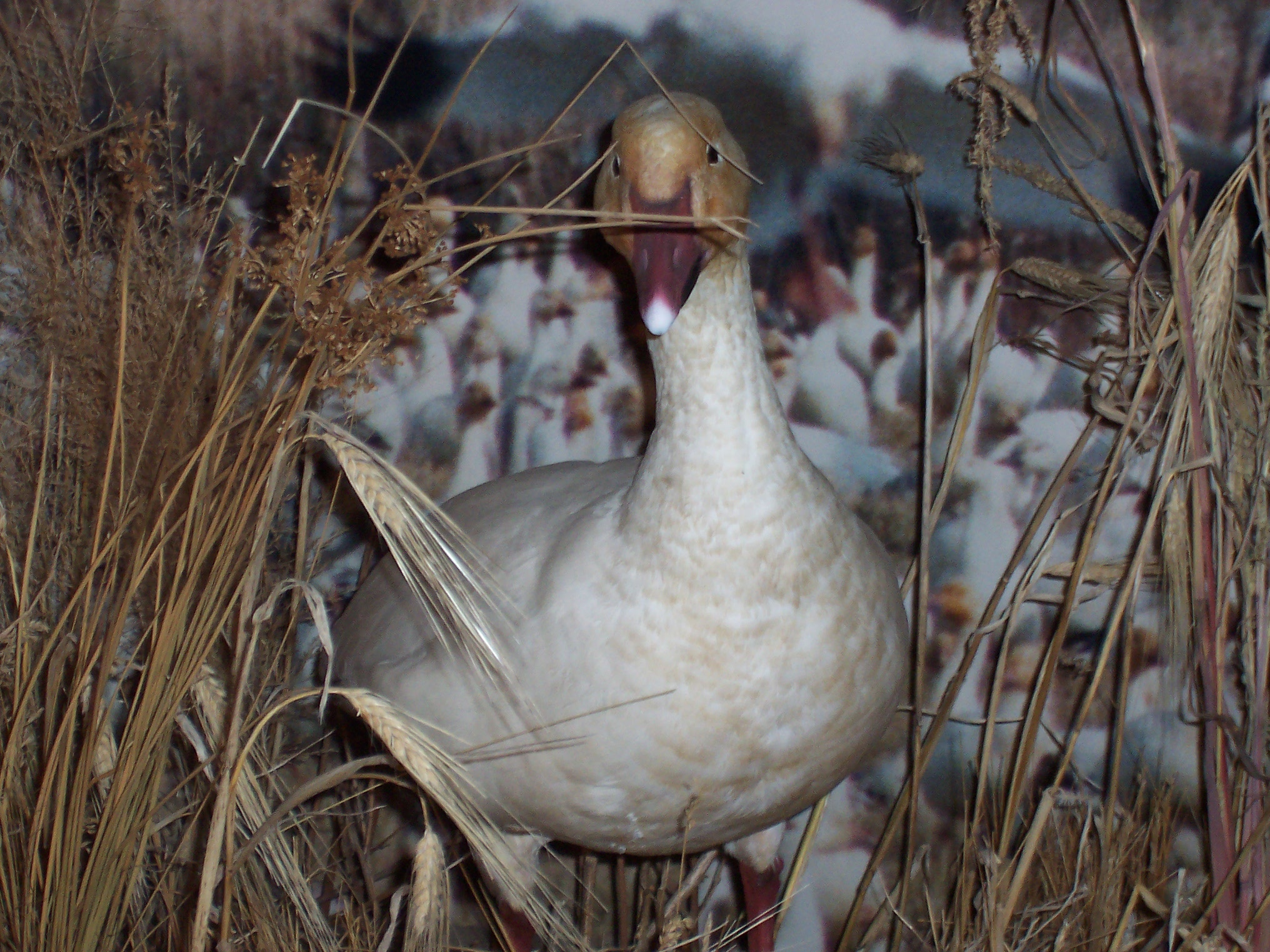
Oie blanche naturalisée au centre d'interprétation de la réserve nationale de faune du cap-Tourmente, Québec, Canada
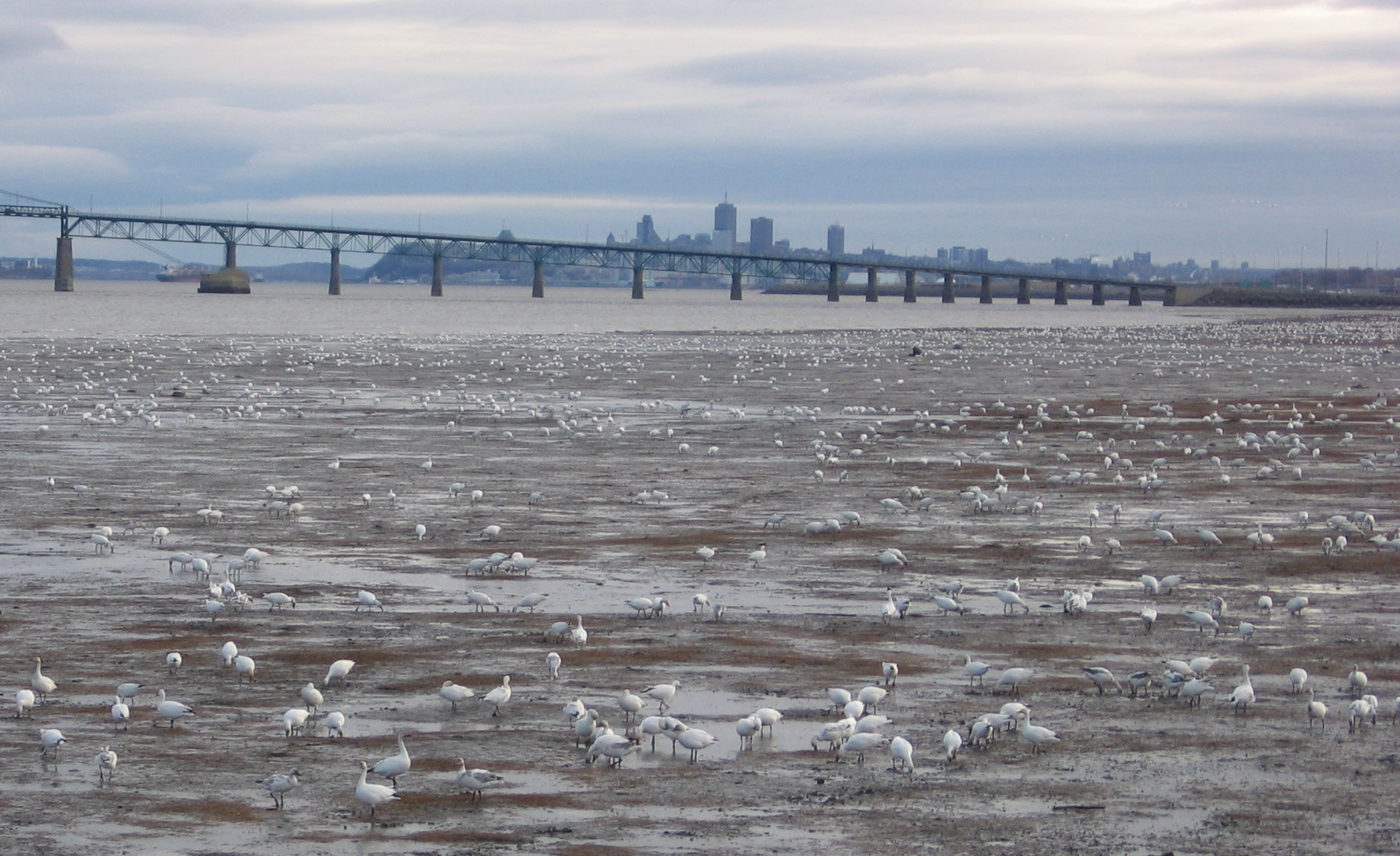
De nombreuses oies qui s'alimentent sur le Saint-Laurent, au fond la ville de Québec
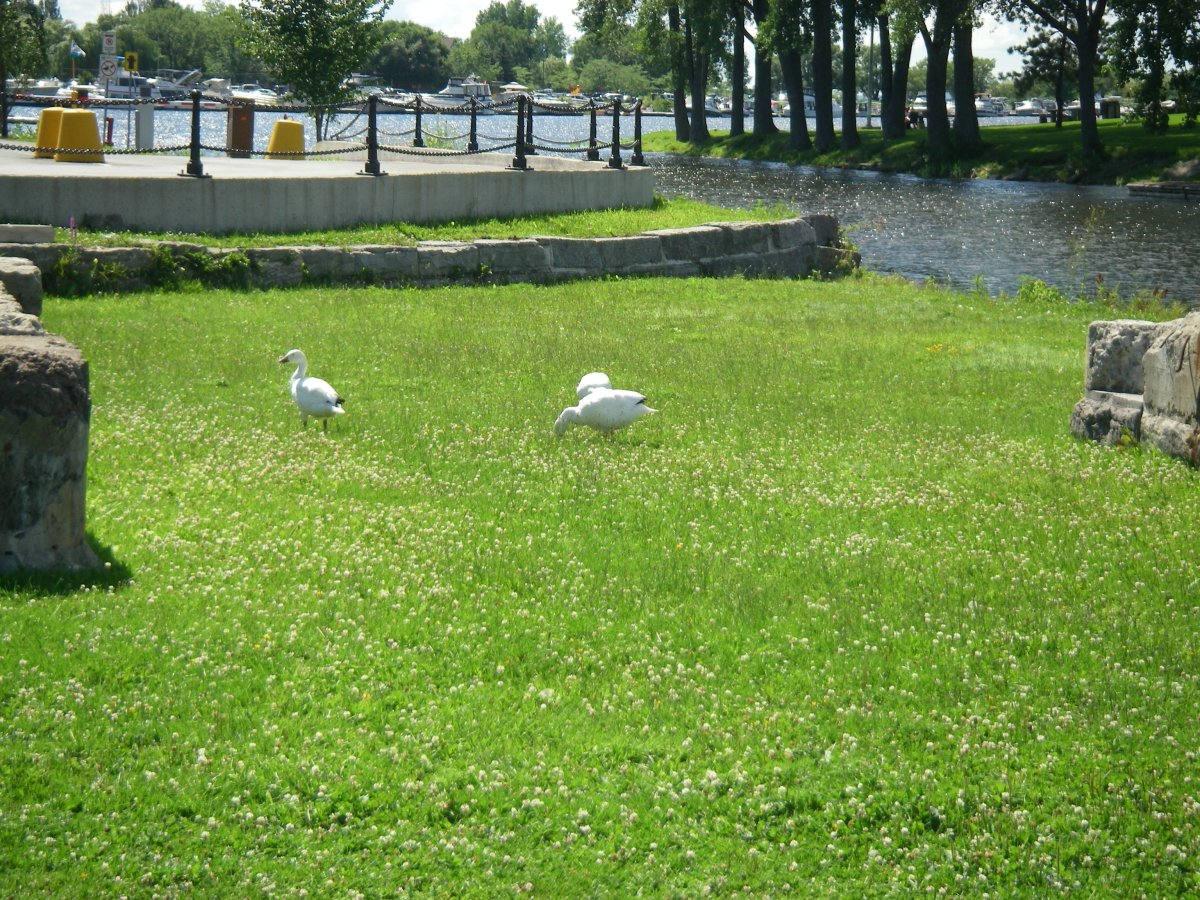
On rencontre parfois ces oies à Montréal, ici près de la marina de Lachine.
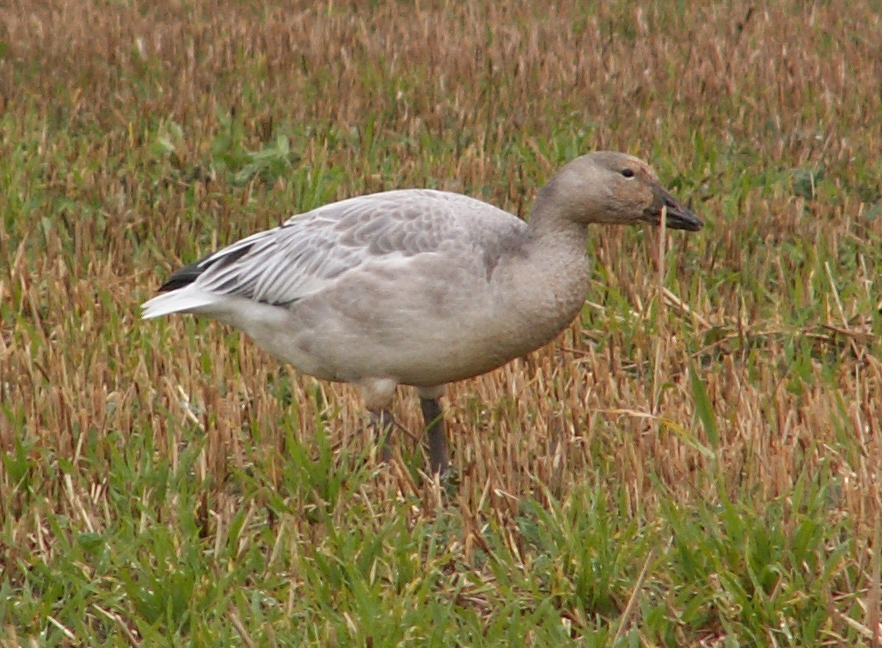
Juvénile de la phase blanche.
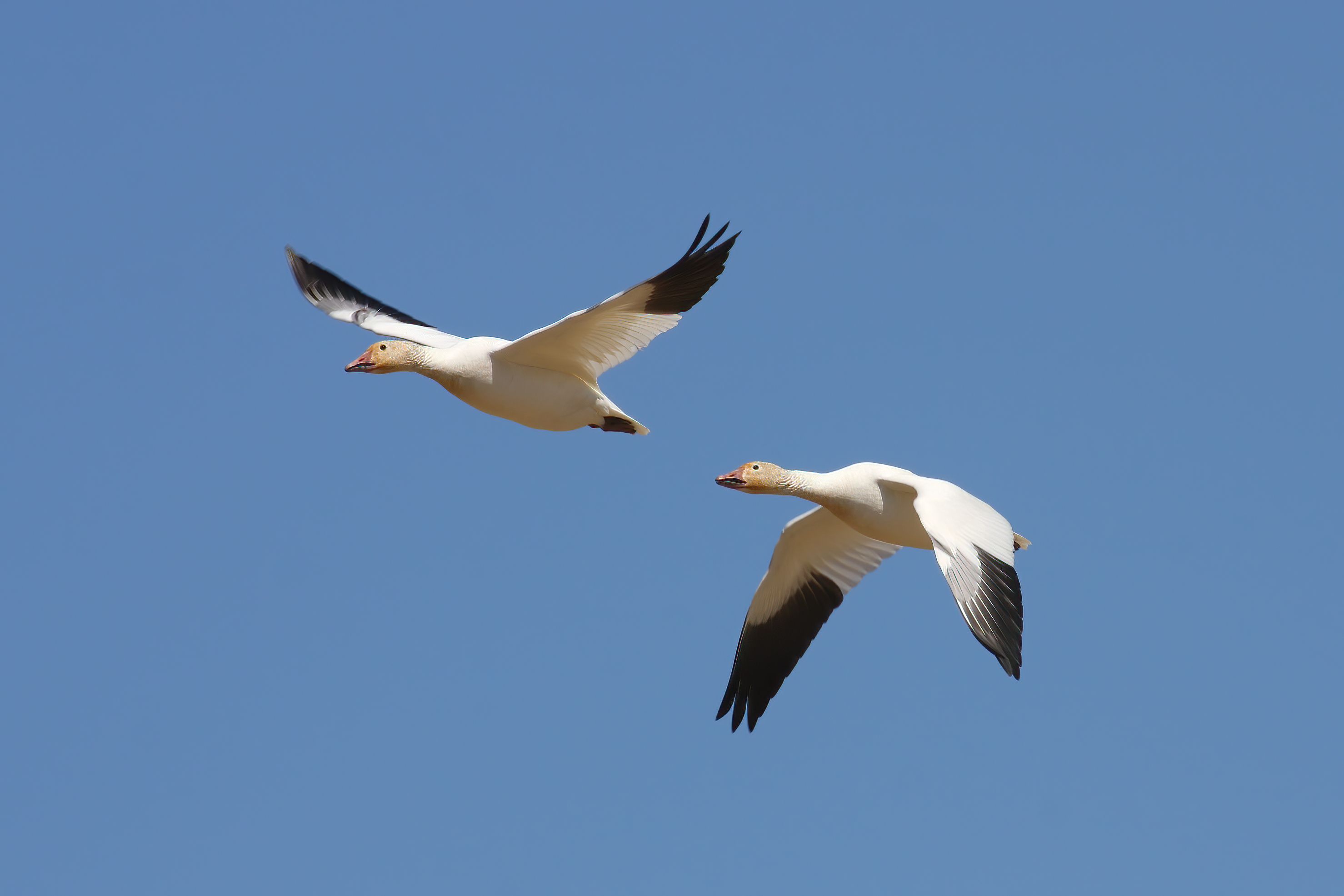
Deux Oies des neiges en vol.
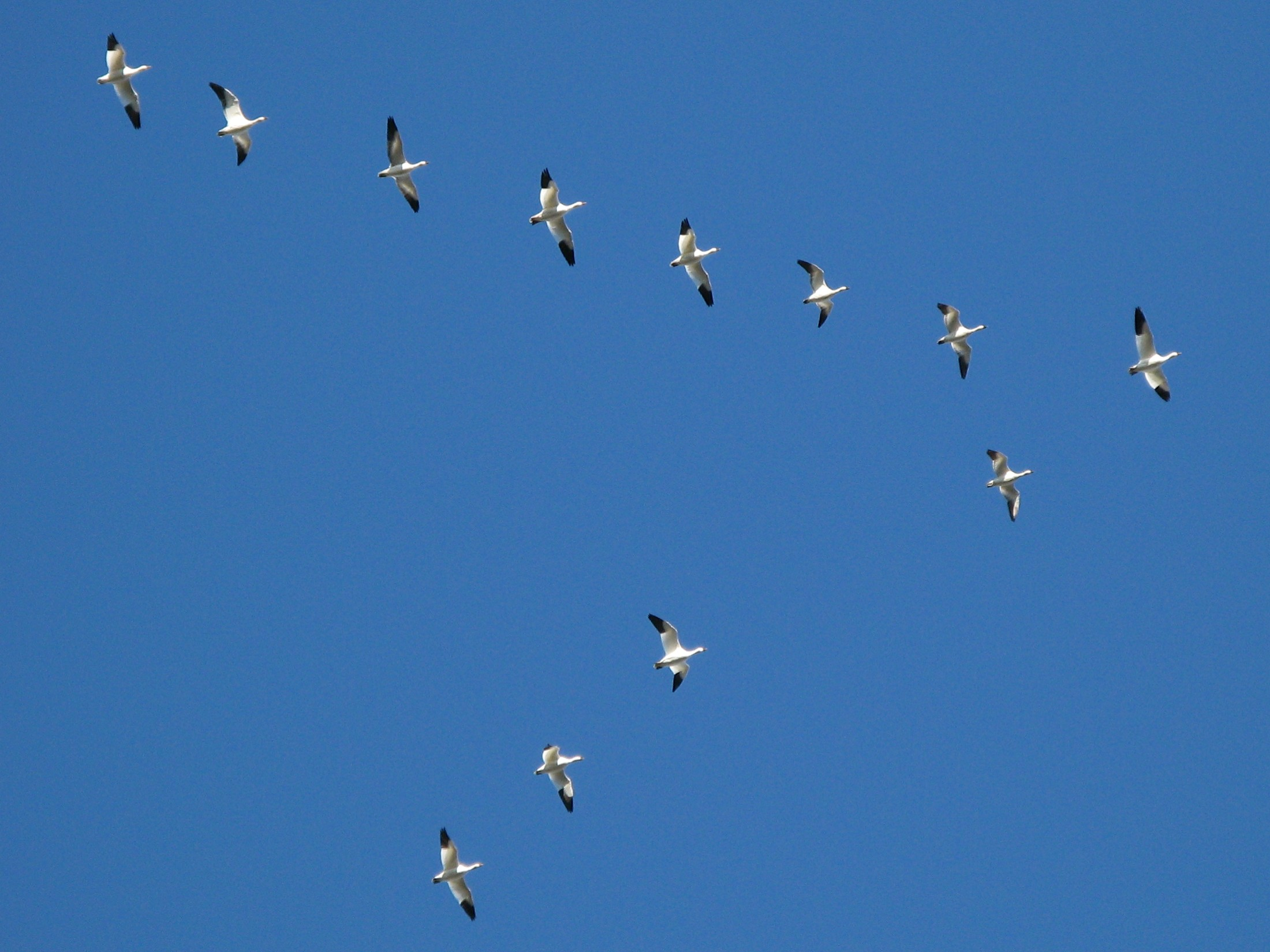
Volée de grandes Oies des neiges
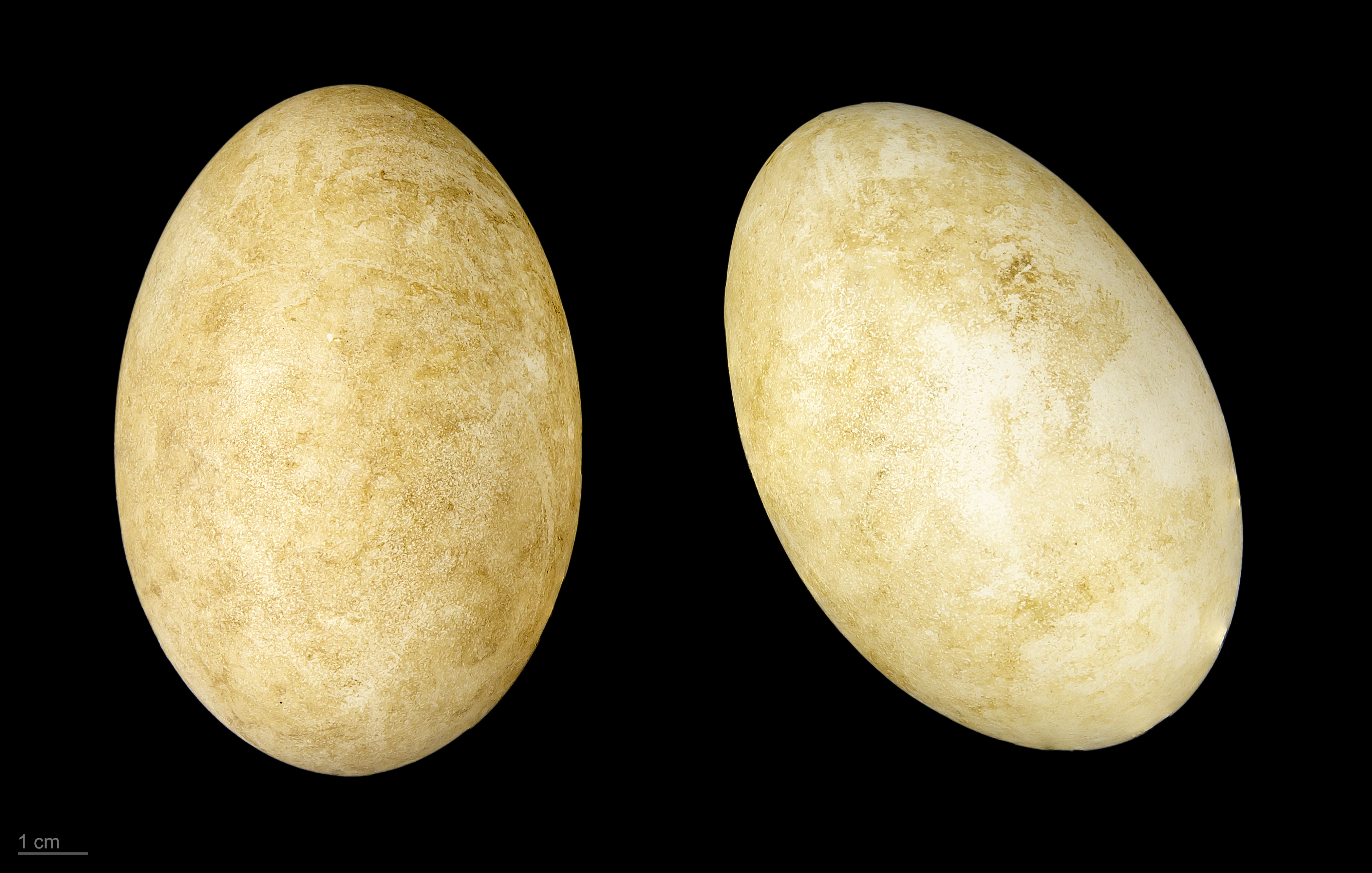
Anser caerulescens - MHNT